# Pio Marmaï
Pio Marmaï (Strasburgo, 13 luglio 1984) è un attore francese.

## Biografia
Marmaï è nato a Strasburgo, nell'Alsazia, figlio di uno scenografo italiano e di una costumista francese, impiegata come capocostumista presso l'Opéra di Strasburgo. Marmaï studiò recitazione al Conservatorio di Créteil e alla École de la Comédie di Saint-Étienne. In Italia, frequentò la Scuola Commedia dell'Arte Antonio Fava di Reggio Emilia.
Iniziò la sua carriera come interprete teatrale nel dramma di Jean-Claude Berutti Les Temps difficiles. Nel 2008, esordì al cinema nel film cult Le premier jour du reste de ta vie (Il primo giorno del resto della tua vita), diretto da Rémi Bezançon. Per la sua interpretazione di Albert Duval, ottenne una prima candidatura al Premio César come migliore promessa maschile. Seguì una seconda candidatura nella stessa categoria per il film drammatico D'amour et d'eau fraîche (Amore e acqua fresca).
Nel 2011 recitò nella commedia romantica La delicatezza, al fianco di Audrey Tautou. L'anno dopo interpretò uno spacciatore di droga nell'acclamato dramma di Elie Wajeman Alyah, con Adèle Haenel. Marmaï ha collaborato due volte con i registi Rémi Bezançon, Pierre Salvadori e Cédric Klapisch, e con ciascuno di loro ha ottenuto una canditura al Premio César. Fra i suoi film più lodati dalla critica francese si possono citare Aliyah, La scelta di Anne (Leone d'oro 2021) e La vita è una danza di Klapisch. In Italia, è anche noto per il film Parigi, tutto in una notte con protagonista Valeria Bruni Tedeschi.
Parallelamente alla sua carriera cinematografica, Marmaï ha lavorato spesso in produzioni televisive, riscuotendo il maggiore successo nella serie En thérapie del 2021.

## Vita privata
Marmaï è legato a Charlotte Ranson, una ballerina dell'Opéra di Parigi. Nel 2020 la coppia ha avuto un figlio.

## Filmografia parziale
- Le Premier Jour du reste de ta vie, regia di Rémi Bezançon (2008)
- D'amour et d'eau fraîche, regia di Isabelle Czajka (2010)
- Contre toi, regia di Lola Doillon (2011)
- Travolti dalla cicogna (Un heureux événement), regia di Rémi Bezançon (2011)
- La delicatezza, regia di Stéphane et David Foenkinos (2011)
- Alyah, regia di Elie Wajeman (2012)
- Maestro, regia di Lea Fazer (2014)
- Piccole crepe, grossi guai (Dans la cour), regia di Pierre Salvadori (2014)
- Ritorno in Borgogna (Ce qui nous lie), regia di Cédric Klapisch (2017)
- Pallottole in libertà (En liberté!), regia di Pierre Salvadori (2018)
- Felicità, regia di Bruno Merle (2019)
- Médecin de nuit, regia di Elie Wajeman (2020)
- Come sono diventato un supereroe, regia di Douglas Attal (2020)
- Parigi, tutto in una notte (La Fracture), regia di Catherine Corsini (2021)
- La scelta di Anne - L'Événement (L'Événement), regia di Audrey Diwan (2021)
- Enquête sur un scandale d'État, regia di Thierry de Peretti (2021)
- La vita è una danza (En corps), regia di Cédric Klapisch (2022)
- Il mio amico Tempesta (Tempête), regia di Christian Duguay (2022)
- I tre moschettieri - D'Artagnan (Les Trois Mousquetaires: D'Artagnan), regia di Martin Bourboulon (2023)
- I tre moschettieri - Milady (Les Trois Mousquetaires: Milady), regia di Martin Bourboulon (2023)
- Un anno difficile, regia di Olivier Nakache e Éric Toledano (2023)
- Yannick - La rivincita dello spettatore (Yannick), regia di Quentin Dupieux (2023)
- Daaaaaalí!, regia di Quentin Dupieux (2023)

## Teatro
- Les Temps difficiles –  di Édouard Bourdet, regia di Jean-Claude Berutti (2006)
- Andrea del Sarto – di Alfred de Musset, regia di Nathalie Mauger (2007)
- Roberto Zucco – di Bernard-Marie Koltès, regia di Richard Brunel (2015)

## Riconoscimenti
Premio César
- 2009 - Candidatura alla migliore promessa maschile per Le premier Jour du reste de ta vie
- 2011 - Candidatura alla migliore promessa maschile per D'amour et d'eau fraîche
- 2019 - Candidatura al migliore attore per Pallottole in libertà
- 2022 - Candidatura al migliore attore per Parigi, tutto in una notte
- 2023 - Candidatura al migliore attore non protagonista per La vita è una danza

Globo d'oro
- 2019 - Candidatura al miglior attore per Pallottole in libertà

## Doppiatori italiani
Nelle versioni in italiano nelle opere in cui ha recitato Pio Marmaï è stato doppiato da:
- Lorenzo Scattorin in I tre moschettieri - D'Artagnan, I tre moschettieri - Milady
- Gianfranco Miranda in Come sono diventato un supereroe
- Marco Vivio in Travolti dalla cicogna
- Paolo De Santis in Piccole crepe, grossi guai
- Maurizio Merluzzo in Ritorno in Borgogna
- Emiliano Reggente in Pallottole in libertà
- Riccardo Scarafoni in Parigi, tutto in una notte
- Alessandro Germano in La scelta di Anne - L'Événement
- Raffaele Carpentieri in La vita è una danza
- Gianluca Crisafi in Il mio amico Tempesta
- Francesco Pezzulli in Un anno difficile, Yannick